# Cosmarium pseudoprotuberans
Cosmarium pseudoprotuberans  là một loài Song tinh tảo trong họ Desmidiaceae, thuộc chi Cosmarium.